# Тиберий Фонтей
Тиберий Фонтей (лат. Tiberius Fonteius; III век до н. э.) — римский военачальник, участник Второй Пунической войны. В 211 году до н. э. был легатом в Испании под началом проконсула Публия Корнелия Сципиона. Последний, отправляясь в поход на Индибилиса, оставил Тиберия в лагере с небольшим гарнизоном. Вскоре Публий погиб. После поражения и гибели в том же году второго испанского проконсула, Гнея Корнелия Сципиона Кальва, уцелевшие солдаты его армии нашли у Фонтея убежище; легат должен был стать главнокомандующим до прибытия военачальника из Рима, но солдаты выбрали своим командиром всадника Луция Марция Септима, и Фонтею пришлось подчиниться.